# Guarda Republicana (França)
A Guarda Republicana (em francês: Garde républicaine) é uma divisão da Gendarmaria Nacional responsável pela segurança de autoridades políticas na área urbana de Paris. Consiste num corpo de guardas de honra (garde d'honneur) cuja missão principal é proteger o Presidente da República, os ministros de Estado e parlamentares.

## Galeria

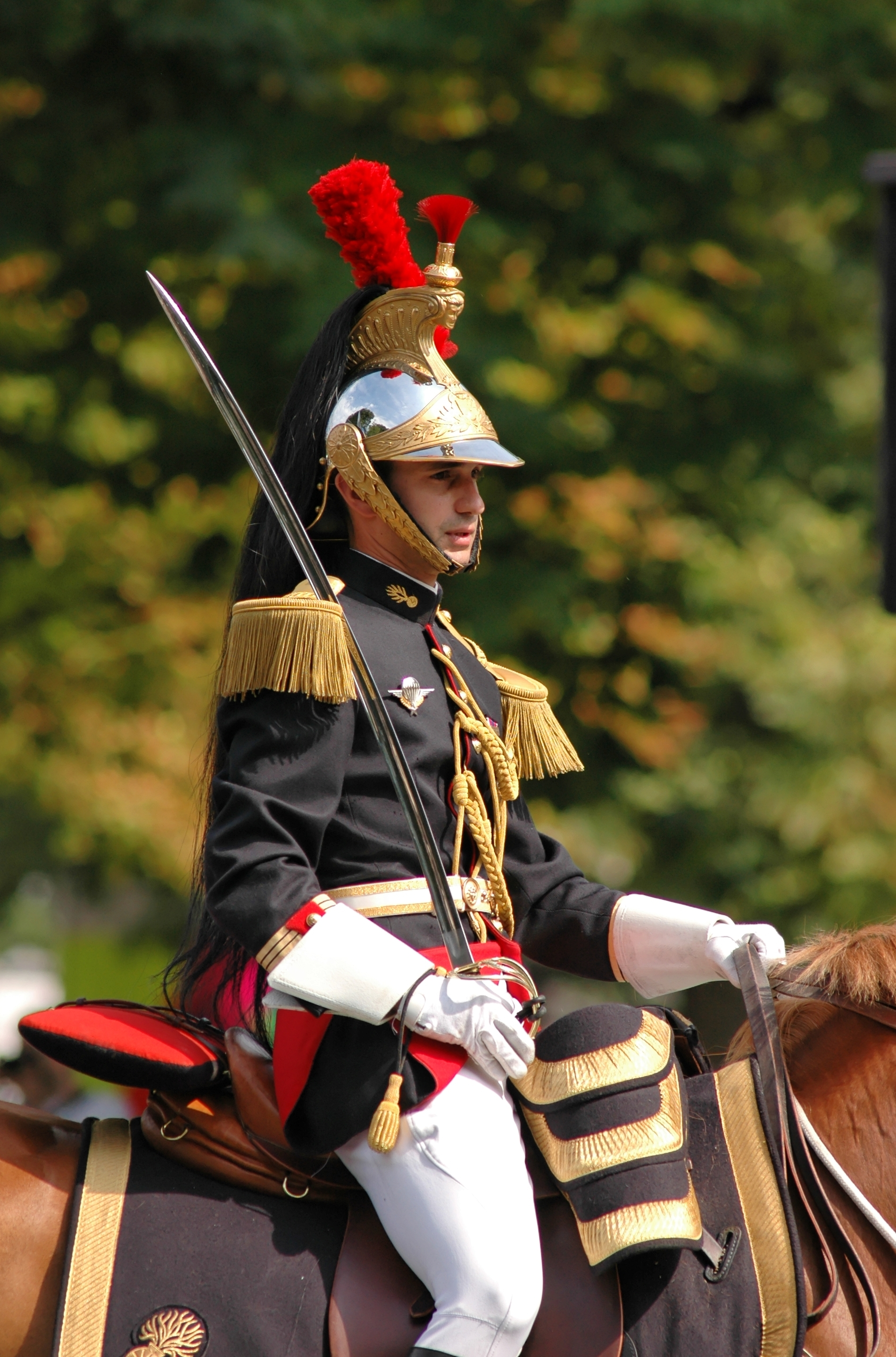
Um oficial.
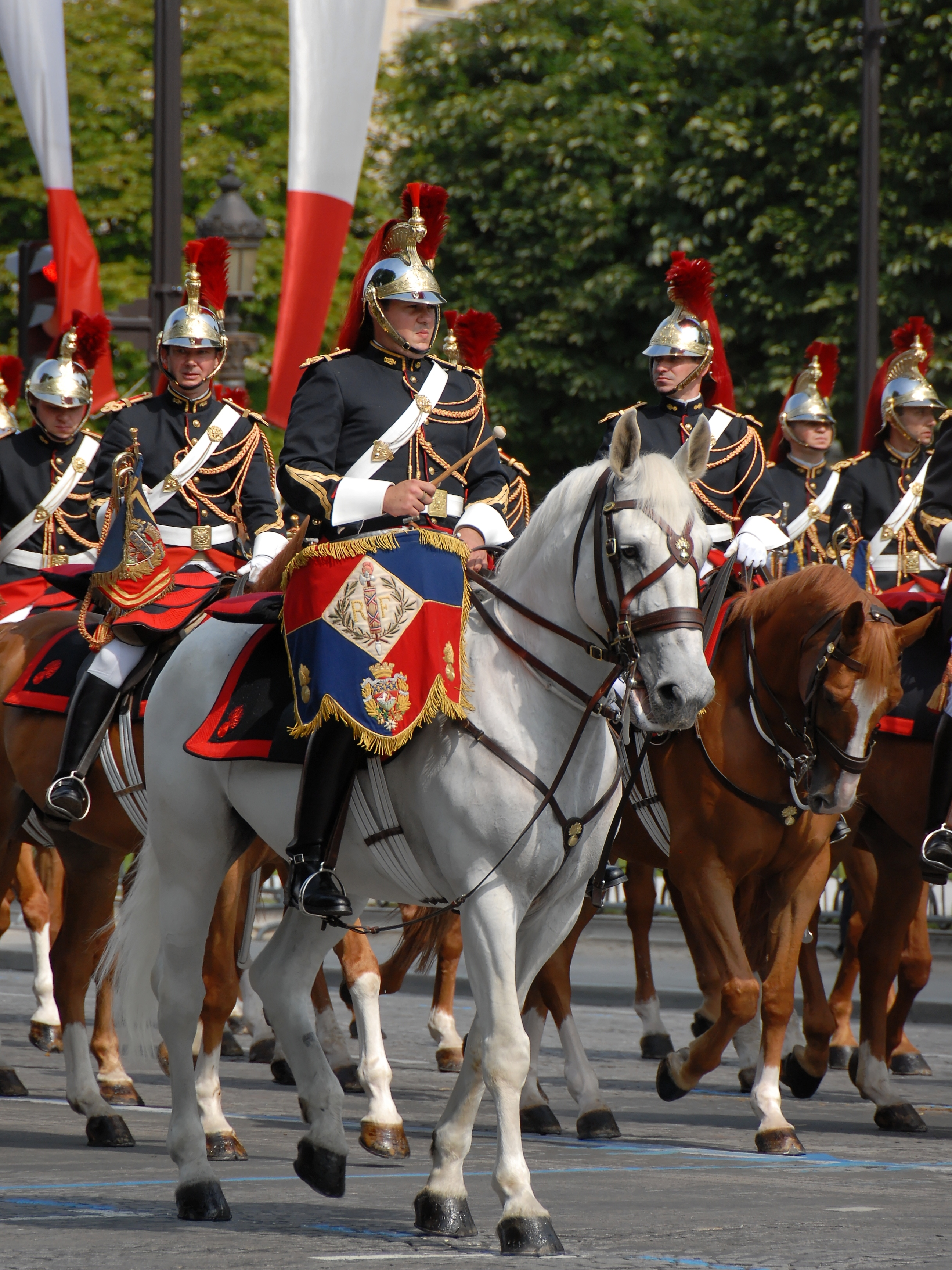
Guarda montada.
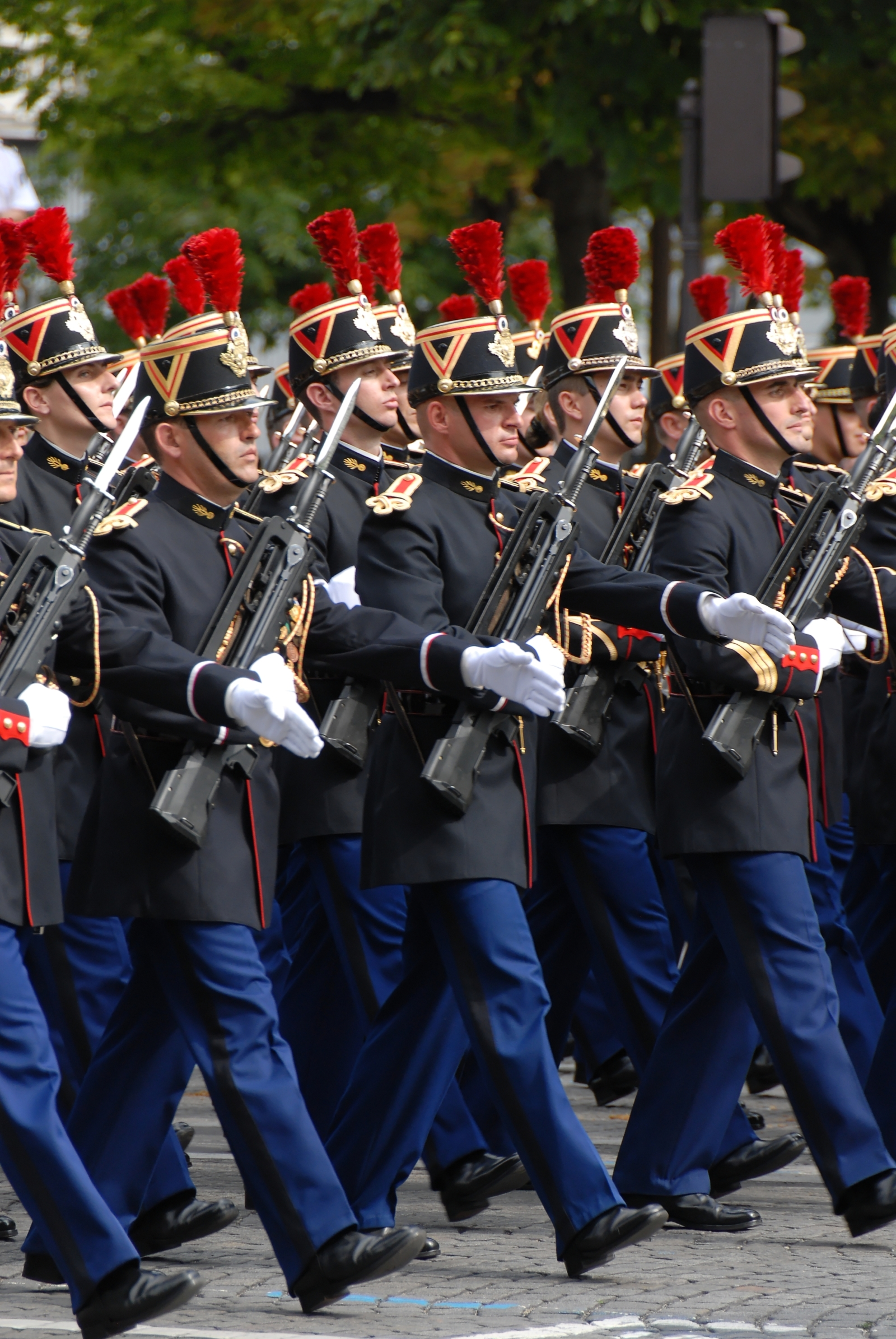
Militares republicanos desfilando.
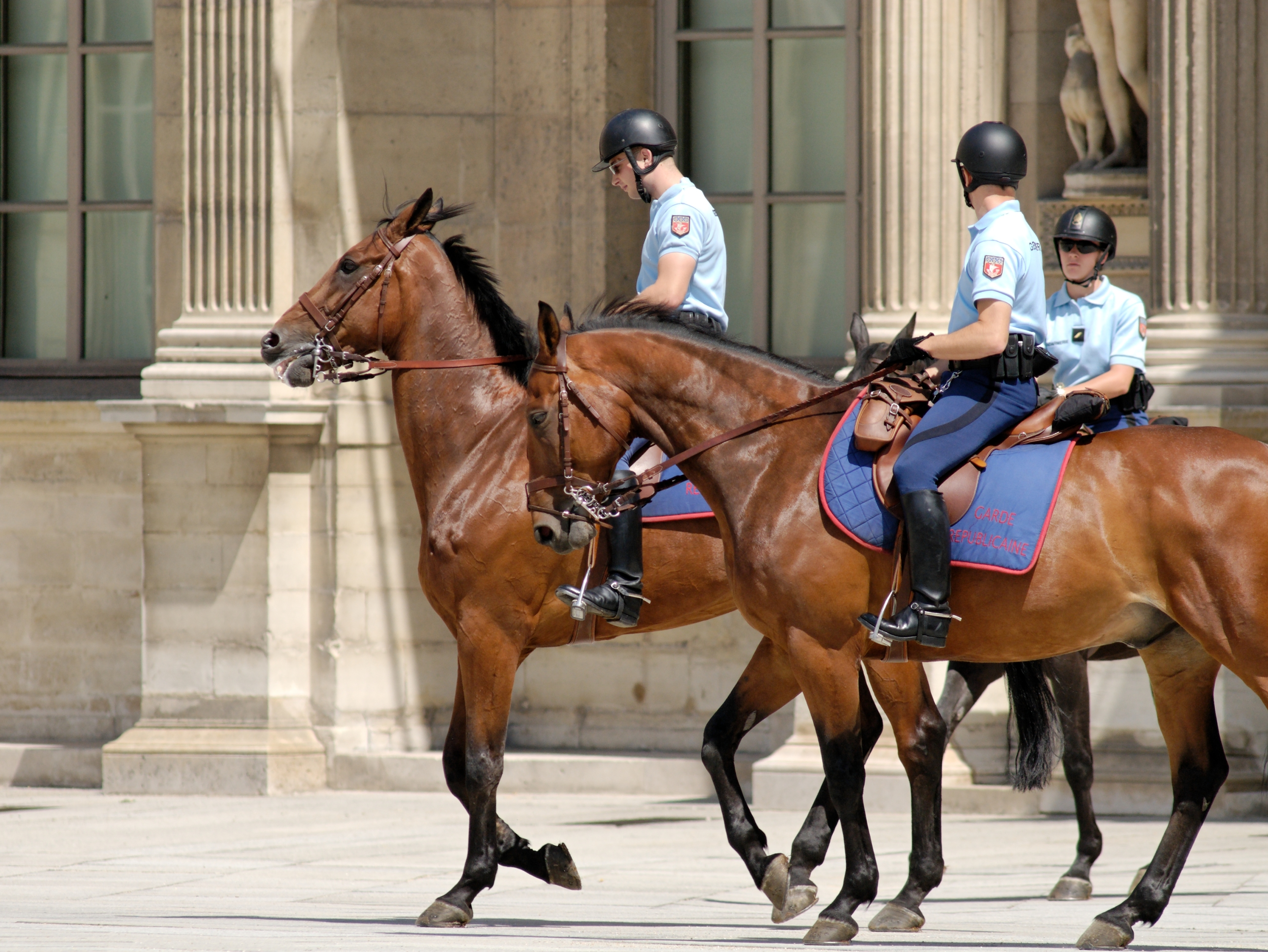
Guardas patrulhando a cidade de Louvre.
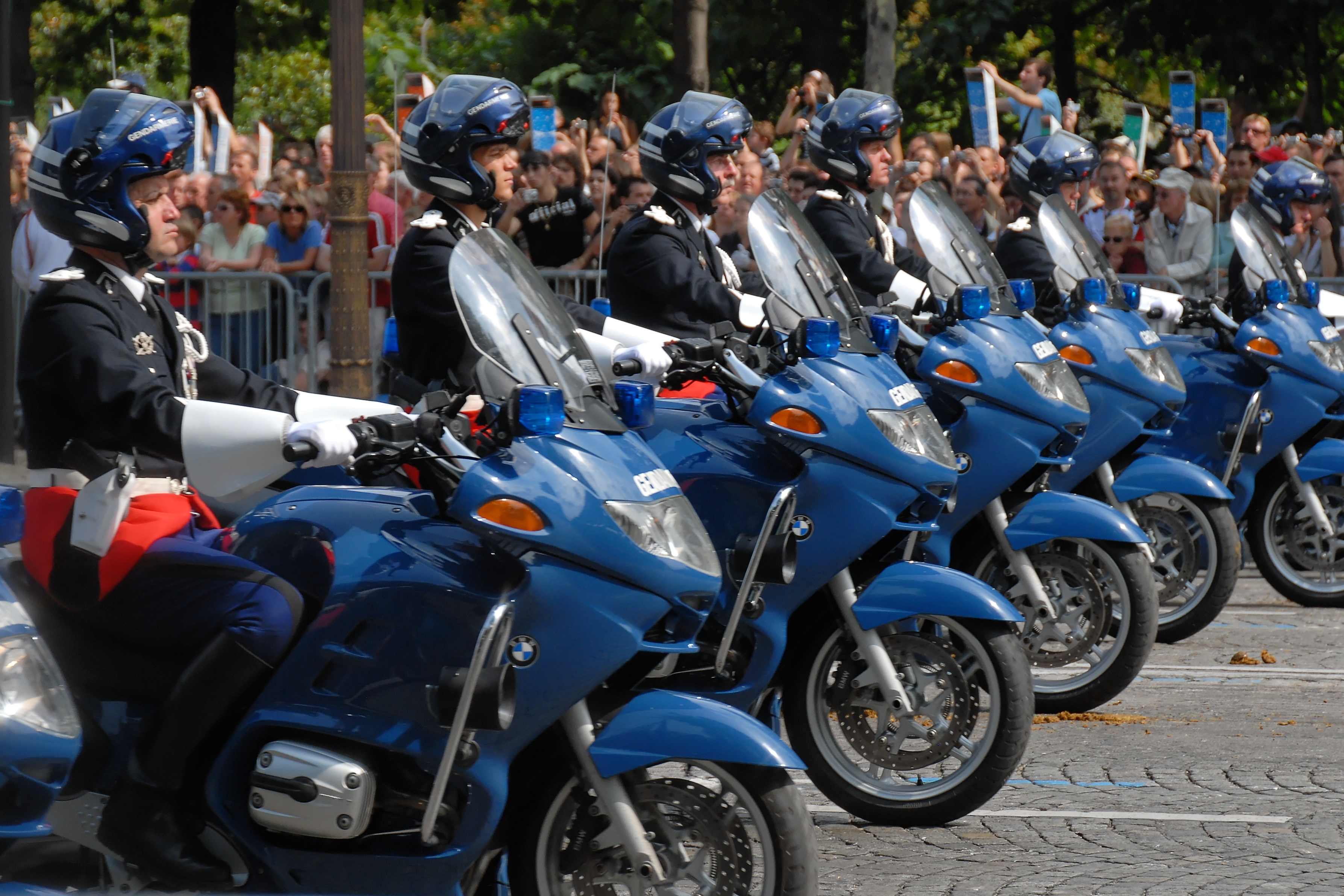
Guardas republicanos em motos durante o desfile o Dia da Bastilha.